# Bernard (fotbollsspelare)
Bernard Anício Caldeira Duarte, mer känd som bara Bernard, född 8 september 1992 i Belo Horizonte, är en brasiliansk fotbollsspelare som spelar för Atlético Mineiro. Han har tidigare representerat det brasilianska landslaget.

## Karriär
Den 9 augusti 2018 värvades Bernard av Everton, där han skrev på ett fyraårskontrakt. I juli 2021 värvades Bernard av emiratiska Sharjah.
Den 21 augusti 2022 värvades Bernard av grekiska Panathinaikos, där han skrev på ett tvåårskontrakt. Den 5 februari 2024 meddelade Atlético Mineiro att Bernard var klar för en återkomst i klubben med start i juli 2024 då hans kontrakt i Panathinaikos löpte ut. Bernard skrev på ett kontrakt fram till december 2027.

## Meriter
Clube Atlético Mineiro
- Campeonato Mineiro: 2012, 2013

Brasilien
- Superclásico de las Américas: 2012

- Libertadores 2013